# Богословский алюминиевый завод
Богосло́вский алюми́ниевый заво́д  (БАЗ) — предприятие цветной металлургии, расположено в городе Краснотурьинске Свердловской области. Принадлежит компании «Русал». Первый алюминий был выдан 9 мая 1945 года.

## История
В 1940 году ЦК ВКП(б) и СНК СССР подписали постановления о строительстве алюминиевого завода на Северном Урале. Строительство завода началось 27 ноября 1940 года.

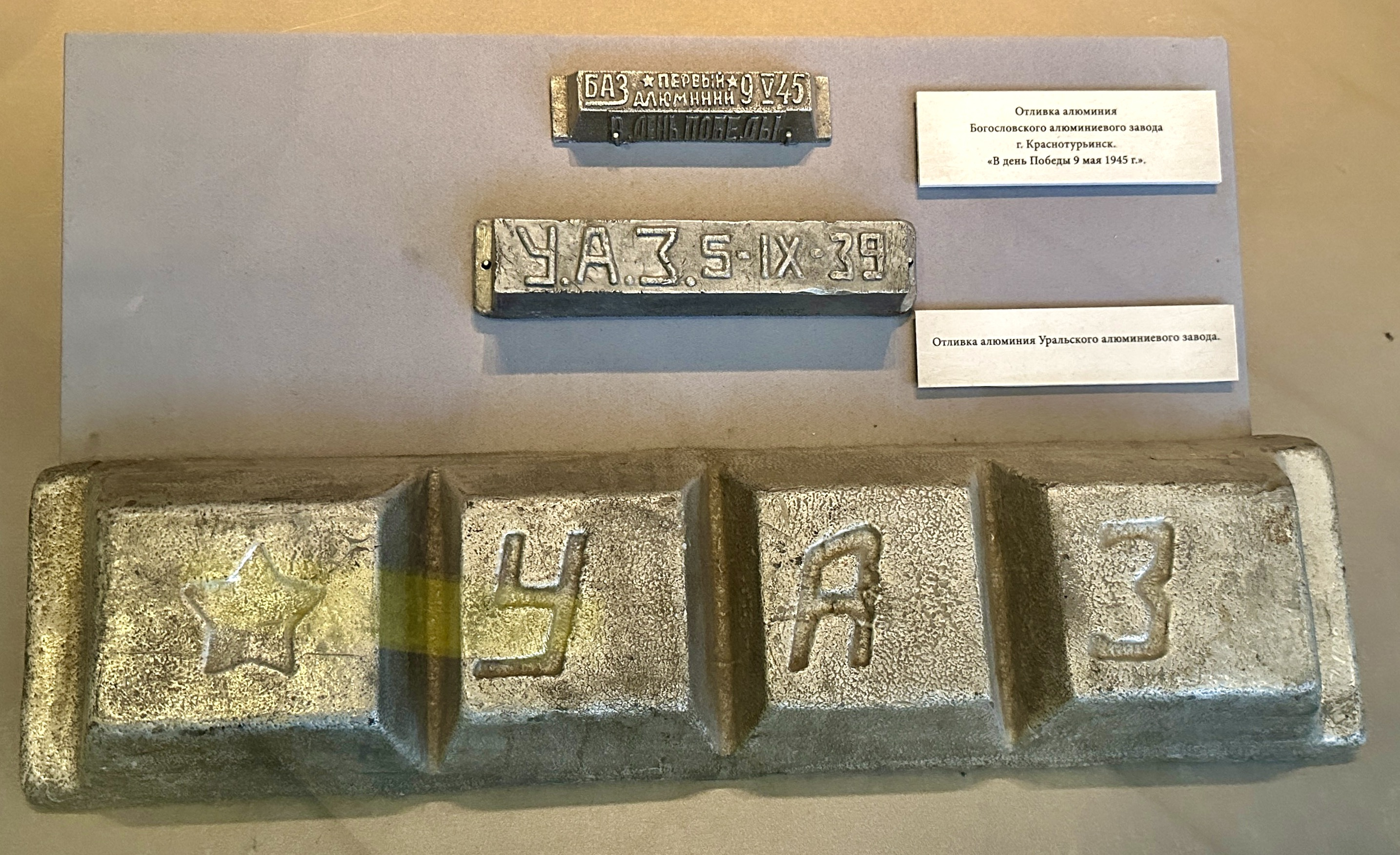
Первый алюминий БАЗа в музее

Во время Великой Отечественной войны на промплощадку предприятия было эвакуировано оборудование Тихвинского, Волховского и Днепропетровского алюминиевых заводов. Строительство велось преимущественно заключёнными Богословлага — этническими немцами. 9 мая 1945 года завод выдал первый алюминий.
8 сентября 1992 года в процессе приватизации государственное предприятие Богословский алюминиевый завод преобразовано в акционерное общество открытого типа «Богословский алюминиевый завод». В 2001 году «БАЗ» вошёл в состав компании «СУАЛ».
27 марта 2007 года предприятие вошло в состав объединённой компании «Русал». В 2013 году на БАЗе остановлен выпуск первичного алюминия. Продолжает работать порошковая металлургия и производство глинозёма

## Аварии
26 октября 2009 года на территории корпуса № 2 участка мокрого размола дирекции по глинозёмному производству произошло самопроизвольное обрушение четырёх стропильных ферм и шестидесяти плит покрытия общей площадью 720 м². В результате аварии снизилось производство глинозёма.

## Продукция

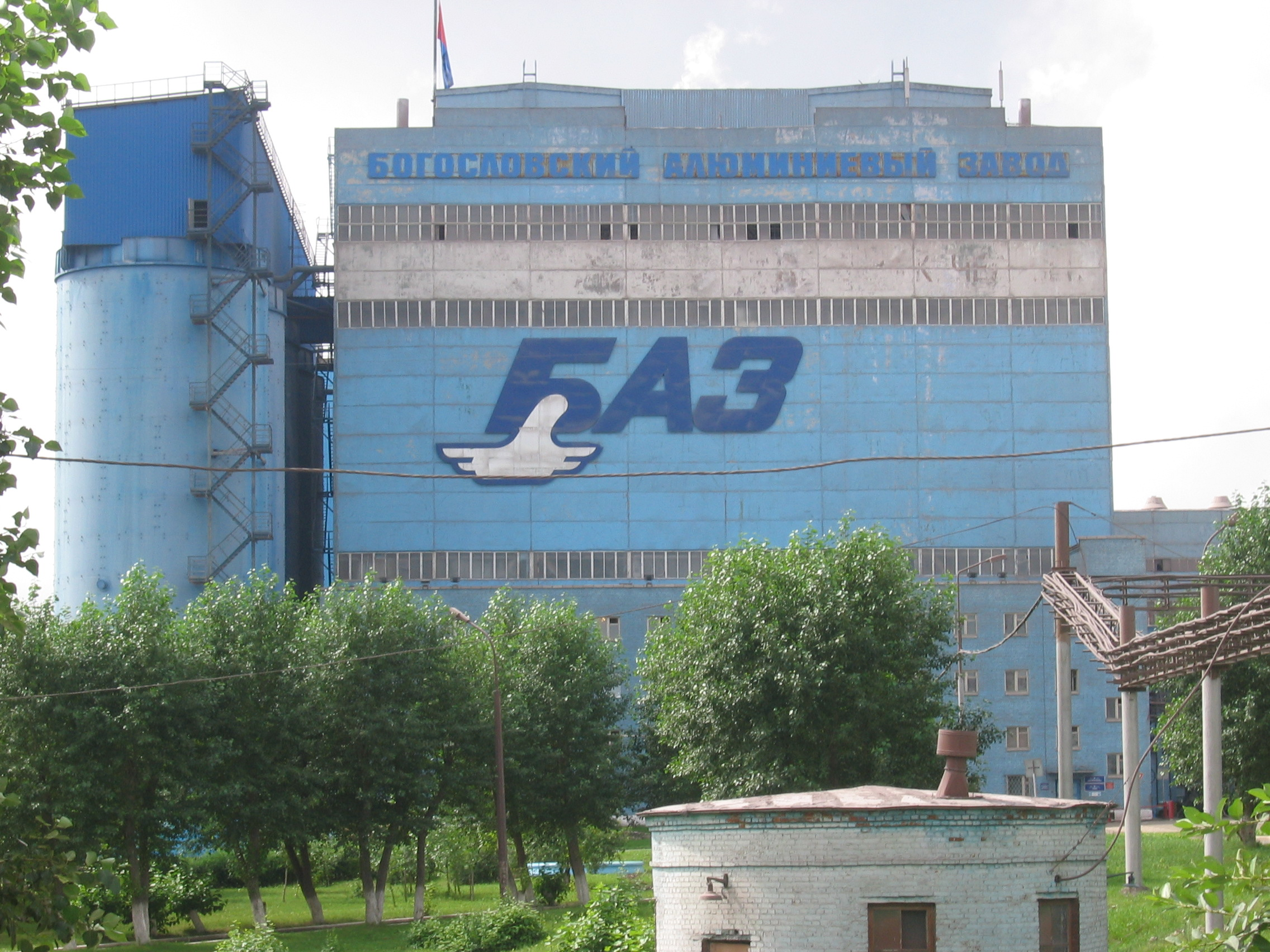
Цех декомпозиции

Крупнейший производитель глинозёма в России. По производству алюминия занимал 6-е место среди производителей первичного алюминия России.
Заводом выпускалось более 30 наименований продукции:
- гидроксид алюминия и глинозём,
- первичный алюминий,
- анодная масса,
- алюминиевые сплавы,
- протекторы для защиты от коррозии.

«БАЗ» производит 183,4 тыс. тонн алюминия и 1078 тыс. тонн глинозёма в год.
Объём производства глинозёма в 2007 — более 1,1 млн т, алюминия — почти 189 тыс. т, стоимость реализованной продукции — 446,2 млн $. Инвестиции в техническое перевооружение завода — 51,1 млн $
Алюминий марки А7Э в 1990 году зарегистрирован на Лондонской бирже металлов под брендом «BAZ», а после присоединения завода к ОАО «Сибирско-Уральская алюминиевая компания» стал известен как «baz-sual». Алюминий производства «БАЗ» известен в США и в Европе.
В 2013 году алюминиевое производство на БАЗе было закрыто.

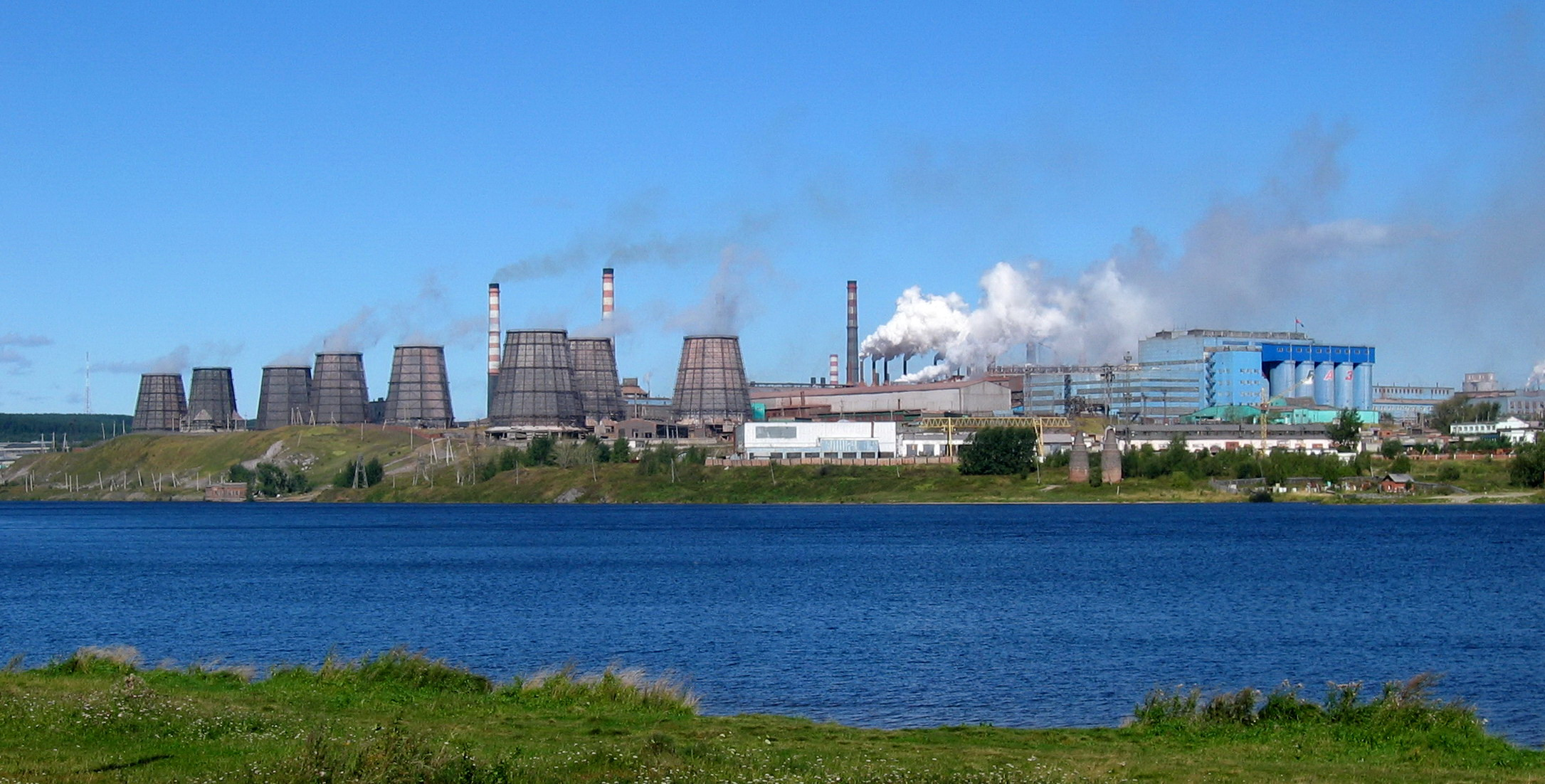
Панорама Богословского алюминиевого завода.

## Руководители предприятия
| Имя                             | Начало полномочий | Конец полномочий | Годы жизни                           |
| ------------------------------- | ----------------- | ---------------- | ------------------------------------ |
| Алексеев, Николай Васильевич    | ноябрь 1942       | март 1943        | 1906—1943                            |
| Мовшович, Соломон Давидович     | апрель 1943       | март 1945        | 1899—1989                            |
| Гуркин, Семён Иванович          | с марта 1945      | по декабрь 1945  | 1909                                 |
| Фальский, Фёдор Григорьевич     | январь 1946       | май 1948         | 1897—1955                            |
| Рюмин, Михаил Константинович    | май 1948          | сентябрь 1962    | 1900—1963                            |
| Кабанов, Анатолий Яковлевич     | сентябрь 1962     | май 1971         | 30 марта 1914—25 июля 1978           |
| Устич, Павел Леонтьевич         | май 1971          | март 1987        | 1928—1995                            |
| Сысоев, Анатолий Васильевич     | март 1987         | май 2005         | род. 9 января 1935 — 16 февраля 2021 |
| Аминов, Сибагатулла Нуруллович  | май 2005          | февраль 2008     | род. 5 августа 1954                  |
| Буркацкий, Олег Владимирович    | февраль 2008      | октябрь 2009     | род. 2 февраля 1965                  |
| Моисеев Юрий Валентинович       | октябрь 2009      | 13 апреля 2011   | род. 7 сентября 1959                 |
| Казачков Владислав Валентинович | 13 апреля 2011    |                  | род. в 1967                          |

## Награды
- Орден Ленина (14 мая 1966 года) — за досрочное выполнение заданий семилетнего плана по увеличению производства алюминия, вводу в действие новых мощностей по выпуску глинозёма и внедрение передовой технологии[8]
- «Лидер в бизнесе» (1996—2005 годы)[9].
- «Российский национальный Олимп» (1999, 2000)[10], 2003[11].
- Национальная общественная премия имени Петра Великого (2000)[12], 2004[13][14], 2005[15], 2006[16] годы.